# Dromaius
Dromaius (do grego δρομαίυς "corredor") é um gênero de ratite presente na Austrália. Atualmente, existe apenas uma espécie, Dromaius novaehollandiae, comumente conhecida como emu.
Em sua descrição original de 1816 da ema, Louis Pierre Vieillot usou dois nomes genéricos; primeiro Dromiceius, depois Dromaius algumas páginas depois. Desde então, a escolha do nome correto tem sido um ponto de controvérsia; o último é mais correto, mas a convenção em taxonomia é que o primeiro nome dado se mantém, a não ser que se trate claramente de um erro tipográfico, como defendido por W.B. Alexander. Para nomes publicados no mesmo dia, ou na mesma publicação, o Código Internacional de Nomenclatura Zoológica afirma que ambos os nomes têm igual precedência, e que o Princípio do Primeiro Revisor (Artigo 24.2) determina qual nome deve ser usado. A maioria das publicações modernas, incluindo as do governo australiano, usa Dromaius, com Dromiceius mencionado como uma grafia alternativa. Erros ortográficos de ambas as formas por autores posteriores produziram mais sinônimos. A grafia Dromiceius foi a base para a nomeação de Dale Russell em 1972 do dinossauro Dromiceiomimus.